# Charles Wilkins
Sir Charles Wilkins (* 1749 in Frome, Somerset; † 13. Mai 1836 in London) war ein englischer Orientalist und Schriftsetzer, der als erster westlicher Gelehrter die Bhagavad Gita übersetzte und Schrifttypen für die Devanagari-Schrift herstellte.

## Leben und Werk
Nach einer Ausbildung als Drucker reiste Wilkins 1770 nach Indien, um in der East India Company zu arbeiten. Aufgrund seiner hohen Begabung für Fremdsprachen erlernte er rasch Persisch und Bengali und entwickelte Schrifttypen für den Buchdruck in diesen Sprachen.
1784 half er William Jones, die Asiatic Society of Bengal zu begründen, und ging nach Varanasi (Benares), um dort unter Anleitung eines indischen Gelehrten Sanskrit zu studieren. Während dieser Zeit begann er mit einer englischen Übersetzung des Mahabharata. Diese wurde nie abgeschlossen, aber einige Auszüge konnten später veröffentlicht werden, darunter auch der vollständige Text der Bhagavad Gita (1785). Dieser wurde 1787 ins Französische übertragen, 1802 ins Deutsche und hatte einen großen Einfluss auf die Literatur der Romantik und die Wahrnehmung hinduistischer Philosophie in der europäischen Geisteswelt.
1786 kehrte Wilkins nach England zurück und brachte ein Jahr später seine Übersetzung der Geschichtensammlung Hitopadesha heraus. Er übernahm führende Positionen in orientalischen Bibliotheken und entwickelte Schrifttypen für die Devanagari-Schrift. 1808 veröffentlichte er seine Grammar of the Sanskrita Language (Grammatik der Sanskrit-Sprache). 1833 wurde er aufgrund seiner vielfältigen Verdienste für die Orientalistik zum Knight Bachelor, sowie zum Ritter des Guelphen-Ordens geschlagen. Seit 1814 war er auswärtiges Mitglied der Académie des Inscriptions et Belles-Lettres und seit 1815 der Bayerischen Akademie der Wissenschaften.

## Schriften
- Bhagavat-geeta, or Dialogues of Kreeshna and Arjoon., C. Nourse, London 1785.
- The Heetopades of Veeshnoo-Sarma, in a Series of Connected Fables, Interspersed with Moral, Prudential and Political Maxims. 1787.
- Grammar of the Sanskrita Language. Bulmer, sowie Black, Parry and Kingsbury, London 1808.
- Persian and Arabic Dictionary. A Vocabulary Persian, Arabic, and English; Abridged from the Quarto Edition of Richardson's Dictionary. 1810.